# 심판 (프로레슬링)

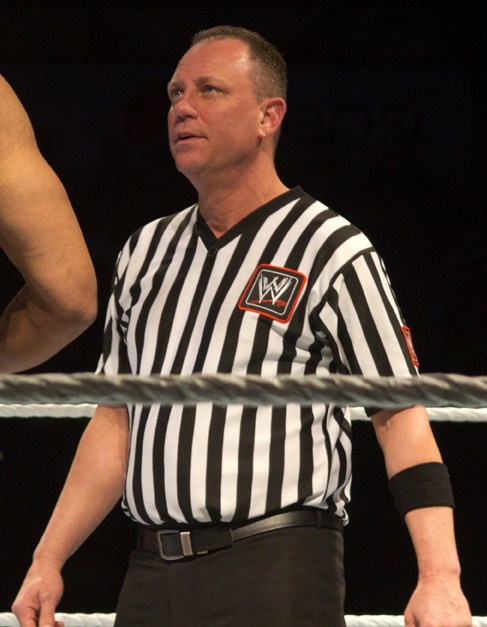
마이크 치오다의 2012년 모습

심판(審判), 여기서는 주로 프로레슬링의 심판은 경기 중에 두 선수들의 승패 여부를 판단하거나 반칙 사용시 패배를 선언할 수 있는 사람을 말한다. 주로 선수들과 구별되는 복장을 착용한다.

## 반칙패를 선언하는 기준(물론 심판이 직접 보았을 경우에만 해당)
- 상대의 낭심을 공격하였을 때(로우 블로우)
- 로프에 걸쳐진 채 4 카운트를 선언을 무시하고, 계속 공격할 경우
- 머리카락을 당기거나, 부당한 방법으로 계속 공격할 경우
- 도구(철제 의자, 죽도 등)를 쓸 경우(일반 매치에서는 사용 금지 항목)

## 강제 경기 종료 선언
- 해당 경기에 없는 다른 선수가 난입한 경우
- 상대 선수의 심한 부상으로 경기를 치르기가 불가능 할 경우
- 해당 심판이 경기를 강제로 끝낼 경우(특별 심판들이 주로 함)

## 저명한 심판
- 스콧 암스트롱
- 마이크 치오다
- 존 콘
- 시어도어 롱
- 셰인 맥마흔
- 찰스 로빈슨